# NBA Europe Live Tour
Le NBA Europe Live Tour est une série de matches de basket-ball de pré-saison organisée depuis 2006 et faisant s'affronter des formations de la NBA à des équipes européennes de clubs. C'est la plus importante opération de la NBA organisée hors d'Amérique du Nord. Les matches se jouent selon un mélange entre règles valables en NBA (match en 48 minutes, etc.) et les règles internationales (droit de défendre plus de 3 secondes dans la raquette, etc.).

## Historique
Le NBA Europe Live Tour est né de la volonté de la part de la NBA de se rapprocher du vieux continent et de l'Euroligue. En effet, depuis la disparition de l'Open McDonald's, plus aucune compétition ne voyait s'affronter les équipes NBA et européennes. Or depuis la fin de l'Open, le niveau mondial du basket-ball s'est équilibré, et la NBA, en la personne de David Stern, a senti qu'il fallait se rapprocher un peu plus des équipes Euroligue.

## L'édition 2006
L'édition 2006 est la première de ce NBA Europe Live Tour et s'est déroulée début octobre. Elle réunissait 4 franchises NBA et 6 équipes européennes.

## L'édition 2007
L'édition 2007 s'est déroulée au mois d'octobre, réunissant 4 équipes NBA et 5 équipes européennes.

## L'édition 2008
L'édition 2008 se déroule du 9 au 17 octobre, réunissant uniquement des équipes NBA. L'Euroligue n'autorise plus les équipes européennes à participer à ces matchs d'exhibition.

## L'édition 2009
L'édition 2009 se déroule du 3 au 20 octobre, réunissant cinq équipes européennes et dix franchises NBA.

## L'édition 2010
L'édition 2010 se déroule du 3 au 7 octobre et réunit les Los Angeles Lakers, les New York Knicks et les Minnesota Timberwolves pour la NBA, l'Olimpia Milan et le FC Barcelone pour les équipes d'Euroligue.
Le FC Barcelone bat les Lakers sur le score de 92 à 88 au Palau Sant Jordi. C'est la première fois qu'une équipe européenne bat les champions en titre de la NBA.

## L'édition 2011
Il n'y eut pas d'édition 2011 en raison du lockout de la NBA.

## L'édition 2012
Les Dallas Mavericks et les Boston Celtics sont les deux équipes NBA qui participent à l'édition qui se déroule en octobre 2012. Boston est battu par Fenerbahçe Ülker alors que Dallas perd face au FC Barcelone.

## L'édition 2013
En 2013, il n'y a que deux matchs entre des équipes de NBA et des clubs européens : Oklahoma City Thunder affronte Fenerbahçe Ülker tandis que les Philadelphia 76ers jouent contre Bilbao Basket. Il y a également des matchs entre des clubs de NBA organisés en Angleterre, au Brésil, aux Philippines, à Taïwan et en Chine.

## Référence
1. ↑  (en) « Important Euroleague news: no more NBA Europe Live Tour »(Archive.org • Wikiwix • Archive.is • Google • Que faire ?) (consulté le 29 août 2017), www.ballineurope.com.